# Zephyranthes hondurensis
Zephyranthes hondurensis är en amaryllisväxtart som beskrevs av Pierfelice Ravenna. Zephyranthes hondurensis ingår i släktet Zephyranthes och familjen amaryllisväxter. Inga underarter finns listade i Catalogue of Life.